# Selá (filho de Judá)
Selá (em hebraico: שֵׁלָה, hebraico moderno: Shela hebraico tiberiano: Sela; "petição") foi o irmão mais novo entre os três primeiros filhos de Judá, e nasceu em Quezibe. 

## Narrativa bíblica
No texto, após Yahweh ter matado os dois irmãos mais velhos de Selá, ou seja, Er e Onã, Judá não estava disposto a permitir que Tamar, que tinha sido esposa de Er, e que coabitou com Onã, se casasse com Selá. A preocupação de Judá era que Tamar pudesse ser amaldiçoada, e assim ele lhe disse para que ela esperasse até que Selá fosse homem, porém quando Selá se tornou adulto, Judá continuou a negligenciar para dar-lhe Tamar em casamento . No Livro de Crônicas, Selá é identificado como sendo o nome de um clã, contendo um subclã chamado Er.
De acordo com os estudiosos bíblicos, a descrição de Selá é um mito etiológico epônimo sobre flutuações no círculo eleitoral da tribo de Judá, com Selá representando o mais novo clã para tornar-se parte da tribo. A descrição de Er no Livro de Crônicas como um descendente de Selá, sugere que Er era na realidade o nome de um clã que foi originalmente igual, em status, ao clã de Selá, porém mais tarde foi subsumido por ele.
Estudiosos têm argumentado que a narrativa Tamar, da qual a descrição de Selá é uma parte, secundariamente visa quer afirmar a instituição do casamento levirato, ou apresentar um mito etiológico de sua origem. O papel Selá na narrativa seria, portanto, como o exemplo de um irmão se recusar a realizar o casamento levirato. Emerton que diz respeito a evidência para isso como inconclusivos, embora clássica escritores rabínicos argumentou que se trata de narrativa a origem do casamento levirato. 
Em Lucas 3:35 lemos sobre Selá listada na Genealogia de Jesus.

## Possíveis referências do Alcorão
O Alcorão refere-se a um profeta chamado Salé, que foi enviado para uma sociedade conhecida como a Tamude, que viviam em casas feitas em montanhas. A descrição de Salé no alcorão é bastante limitada, embora ele seja declarado ter nascido nove gerações depois de Noé. Segundo a genealogia bíblica de Abraão, Abraão nasceu cerca de 10 gerações depois de Noé, e, portanto, Selá teria nascido cerca de 13 gerações depois de Noé. A semelhança vaga no período de tempo hipotético, e à semelhança dos nomes, levou a opinião de que Salé do Alcorão é o mesmo Selá bíblico. A equiparação, entretanto, é controversa, uma vez que não há quase nada em comum entre a narrativa do Alcorão e a narrativa bíblica. Muitos estudiosos do Islã equiparam o Tamude com os edomitas em Petra, devido à menção deles vivendo em casas feitas em rochas. O nome de Salé pode derivar desta origem - o nome histórico de Petra foi Se'lah, que significa pedra em hebraico, outros acreditam que vem da palavra árabe "صالح" (Sali'h) que significa "bom".